# (38018) Louisneefs
(38018) Louisneefs est un astéroïde de la ceinture principale.

## Description
(38018) Louisneefs est un astéroïde de la ceinture principale. Il fut découvert le 1er juin 1998 à La Silla par Eric Walter Elst. Il présente une orbite caractérisée par un demi-grand axe de 3,15 UA, une excentricité de 0,15 et une inclinaison de 9,5° par rapport à l'écliptique.